# Bye Bye Lady Blue
Bye Bye Lady Blue ist ein deutschsprachiger Schlager von Manfred Hübler, Leo Leandros, Wolfgang Mürmann, der 1979 vom österreichischen Sänger Freddy Quinn veröffentlicht wurde.

## Entstehung
Sowohl Musik als auch Text stammen von Manfred Hübler, Leo Leandros, Wolfgang Mürmann. Als Originalverlag ist bei der Gesellschaft für musikalische Aufführungs- und mechanische Vervielfältigungsrechte Esperanza Mv Frank Oldenburg e.K. eingetragen. Manfred Hübler war zudem Arrangeur.

## Liedtext
Das Lyrische Ich fragt, ob sie das Gefühl, frei zu sein kenne – eine Freiheit von Wolken und Wind, weil „kein Mensch ihr Leben bestimmt“. Er habe es gekannt, doch sie habe ihm dann Ketten angelegt. Heute wisse er, was im fehlt. „By By Lady Blue, es lohnt nicht zu weinen, lass mich geh’n, denn ein Mann wie ich ruht sich nur aus, dann treibt es ihn hinaus.“ Ihre Welt sein bunt, doch für ihn sein sie zu klein. „Lass uns Freunde sein, hol für uns die letzte Flasche Wein und schenk ein.“ Sie solle nicht fragen, wo er morgen ist: „das hätte doch keinen Sinn.“.

## Schallplattenhülle
Auf der rechten Seite der Schallplattenhülle ist der Kopf von Freddy Quinn zu sehen, der Hemdkragen und das Sakko ist erkennbar. In gelben Versalien mit roter Umrandung ist „Freddy Quinn“ am oberen Ende der Hülle zu lesen. Darunter befindet sich in weißen Versalien der Liedtitel der A-Seite – „Istanbul ist weit“ und darunter ein weißer Hilal. Darunter ist ein Aufdruck mit hellem Hintergrund und roter Schrift, auf der die Haltestellen des Istanbul-Expresses stehen. Am unteren Ende findet sich in orangen Versalien der Titel „Bye Bye Lady Blue“.

## Veröffentlichung
1980 war Bye Bye Lady Blue auf der B-Seite der Single Istanbul ist weit, die im Musiklabel Polydor (Nummer: 2042 178) veröffentlicht wurde. Die Single wurde von Leo Leandros produziert, das phonographische Copyright lag bei der Polydor International GmbH. Die Veröffentlichung geschah durch Esperanza sowie der Acetatlackschnitt und die Pressung von PRS Hannover. Als Rechtegesellschaft fungierte die Gesellschaft für musikalische Aufführungs- und mechanische Vervielfältigungsrechte. Bei der Veröffentlichung in Österreich fungierte Austro Mechana als Rechtegesellschaft.
Im selben Jahr war das Lied auf Freddy Quinns Studioalbum Du hast mein Wort. Es erschien im Musiklabel Polydor unter der Nummer 2372 011. Der Druck geschah durch die Gerhard Kaiser GmbH, als Plattenfirma fungierte die Deutsche Grammophon GmbH und das phonographische Copyright lag bei der Polydor International GmbH. Manfred Kulka war Tontechniker. Als Rechtegesellschaft fungierte die Gesellschaft für musikalische Aufführungs- und mechanische Vervielfältigungsrechte.
In Österreich erschien das Album unter den Musiklabels Polydor und der Buchgemeinschaft Donauland, jeweils unter der Nummer 30 897. Bei dieser Veröffentlichung geschah der Druck durch HofmannDruck und die Veröffentlichung sowohl durch Esperanza als auch durch Andros. In Deutschland erschien das Album zudem als Club-Edition.